# Alchemilla dostalii
Alchemilla dostalii é uma espécie de rosácea do gênero Alchemilla, pertencente à família Rosaceae.